# Lou Rawls
Louis Allen "Lou" Rawls (Chicago, Illinois; 1 de diciembre de 1933-Los Ángeles, California; 6 de enero de 2006) fue un cantante estadounidense, compositor, actor, actor de doblaje y productor de discos de soul, jazz y blues. Lanzó más de 60 álbumes, vendió 15 millones de discos y tuvo numerosos sencillos en las listas, siendo la canción más notable "You'll Never Find Another Love Like Mine" (Nunca encontrarás otro amor como el mío). Trabajó en el cine, televisión y como actor de doblaje en muchos dibujos animados. Fue ganador en tres ocasiones del premio Grammy a la mejor interpretación masculina en R&B.
Conocido por su pulcro estilo vocal, Frank Sinatra llegó a elogiar en él el clasicismo de su canto y el toque sedoso de su voz. Fue llamado el hombre vivo más funky. Entre sus éxitos más conocidos se encuentran "Natural Man", de 1971, y el ya mencionado "You'll Never Find Another Love Like Mine", de 1976.

## Biografía

### Primeros años
Rawls nació en Chicago el 1 de diciembre de 1933 y fue criado por su abuela en los suburbios de Ida B. Wells, en el lado sur de la ciudad. Comenzó a cantar en el coro de la Iglesia Bautista Greater Mount Olive a la edad de siete años y luego cantó con grupos locales a través de los cuales conoció a Sam Cooke, que era casi tres años mayor que él, y a Curtis Mayfield.

### Carrera
Después de graduarse de la Dunbat Vocational High School, cantó brevemente con Cooke en Teenage Kings of Harmony, un grupo de góspel, y luego con Holy Wonders. En 1951, reemplazó a Cooke en la banda de góspel The Highway Q.C.'s después de que Cooke partiera para unirse a The Soul Stirrers en Los Ángeles, California. Rawls fue contratado por Chosen Gospel Singers y se mudó a Los Ángeles, en donde se unió a los Pilgrim Travelers.
En 1955, Rawls se alistó en el ejército de los Estados Unidos como paracaidista en la 82° División Aerotransportada. Dejó a los All-Americans tres años después como sargento y se reunió con los Pilgrim Travelers (entonces conocidos simplemente como los Travelers). En 1958, mientras recorría el sur del país con los Travelers y Sam Cooke, Rawls sufrió un accidente automovilístico. Fue declarado muerto antes de llegar al hospital, donde permaneció en estado de coma durante cinco días y medio. Pasó un año en recuperación y varios meses antes de que recuperara su memoria. Rawls consideró el accidente como un evento que cambió su vida.
Con Dick Clark como maestro de ceremonias, Rawls pudo actuar en el Hollywood Bowl en 1959. Sus primeros sencillos fueron Love, Love, Love y Walkin' (For Miles) para Shar-Dee Records, un sello discográfico propiedad de Herb Alpert. In My Little Back Book y 80 Ways fueron lanzados un año después por Candix Records. En 1962 firmó un contrato con Capitol Records y cantó coros en Bring It On Home to Me y That's Where It's At, ambos escritos por Cooke. Rawls alcanzó las listas de éxitos en 1970 con Bring It On Home to Me (abreviada como Bring It On Home).
Stormy Monday, un álbum de jazz con Les McCann, fue lanzado en 1962. Los siguientes dos álbumes de Capitol, Black and Blue y Tabacco Road, se vendieron bien y se realizaron con Onzy Mathews como director musical y una gran banda de 17 piezas. Ambos álbumes llegaron a las listas de la revista Billboard e impulsaron su carrera.
Aunque su álbum de 1966 Live! fue certificado de oro Rawls no tendría un éxito estelar hasta que hiciera el álbum de soul titulado Soulin', más tarde ese mismo año. El álbum contenía Love Is a Hurtin' Thing, su primer sencillo de R&B que alcanzó el N° 1. En 1967 ganó un premio Grammy a la mejor interpretación vocal de R&B por el sencillo Dead End Steet. En 1967 actúo en la primera noche del Festival Internacional de Música Pop en Monterey.
En 1969, Rawls fue coanfitrión de la serie de reemplazo de verano de la NBC para El show de Dean Martin, con la hija de Martin, la cantante Gail Martin. Después de dejar Capitol en 1971, firmó con MGM y lanzó el sencillo Natural Man ("Hombre natural"), escrito para él por el comediante Sandy Baron y el cantante Bobby Hebb. Para Bell Records en 1974 grabó una versión de She's Gone, de Hall & Oates. Dos años después, con su nuevo mánager Martin Pichinson, firmó con Philadelphia International y grabó All Things in Time, álbum que vendió un millón de copias. You'll Never Find Another Love like Mine ("Nunca encontrarás otro amor como el mío") se convirtió en su sencillo más vendido, con un millón de copias, encabezando las listas de R&B y contemporáneo para adultos y alcanzando el N.º 2 en la lista pop. A esta canción le siguió el sencillo Lady Love, de su álbum de 1977 When You Hear Lou, You've Heard It All.

### Caridad
En 1980, Rawls comenzó el Teleton de Estrellas de Lou Rawls, que beneficia al United Negro College Fund. El evento anual, conocido desde 1998 como "Una noche de estrellas: una celebración de excelencia educativa", consiste en historias de estudiantes negros exitosos que recibieron apoyo de la UNCF, junto con actuaciones musicales de varios artistas discográficos en apoyo de los esfuerzos de la UNCF y Rawls. El evento ha recaudado más de 200 millones de dólares en 27 espectáculos para el fondo hasta el año 2006.

### Carrera de televisión y cine
Rawls apareció en un segmento transmitido durante la primera temporada de Sesame Street para cantar el alfabeto. Descartó el concepto de usar tarjetas de referencia para la actuación, pero revirtió esa decisión cuando olvidó el orden de las letras. Fue invitado durante la segunda temporada de El Show de los Muppets.
Su primer crédito como actor fue en la serie de televisión de wéstern The Big Valley, protagonizada por Barbara Stanwyck, junto con Lee Majors y Linda Evans. Apareció en las películas Leaving Las Vegas, Blues Brothers 2000 y Angel, Angel Down We Go. Tuvo un papel y también cantó en Lookin' Italian (1994), una película independiente sobre la mafia y apareció en un papel secundario en la serie Baywatch Nights. Además, apareció como invitado en Jazz Central, un programa de televisión que se transmitía en el canal BET.
Durante muchos años, fue portavoz de la compañía de seguros Colonial Penn. Apareció por primera vez en comerciales de televisión y radio a mediados y finales de la década de 1960 para Spur Malt Liquor, un producto de Rainier Brewing Company en Seattle. Apareció también en varios anuncios de Budweiser. Esta compañía fue patrocinadora del teletón de Rawls y la UNCF. No hubo ningún intento de evitar la similitud entre el título del álbum de 1977 Cuando has escuchado a Lou, lo has escuchado todo (When You Hear Lou, You've Heard It All) y el eslogan de su patrocinador corporativo "Cuando has dicho Bud, lo has dicho todo". Una canción del álbum de 1978 Lou Rawls Live lo presenta cantando el eslogan comercial. Anheuser-Busch, la compañía cervecera productora de Budweiser, fue la que le sugirió a Rawls su trabajo en el teletón.
Rawls prestó su rica voz de barítono a diversos dibujos animados, incluyendo ¡Oye, Arnold!, Garfield, Capitán Planeta y los planetarios y The Proud Family. Rawls compuso canciones a menudo para muchos de los especiales de Garfield de Film Roman, que luego cantaba generalmente haciendo un dueto con Desiree Goyette, así como también hacía la voz del personaje principal.

### Muerte
En diciembre de 2005, se anunció que Rawls estaba siendo tratado por un cáncer de pulmón que se había extendido hasta su cerebro. Rawls murió por complicaciones de su enfermedad el 6 de enero de 2006, en el Centro Médico Cedars-Sinai en Los Ángeles, California, 36 días después de su cumpleaños número 72º.
La última actuación televisiva de Lou Rawls se produjo durante la edición 2005-2006 del teletón, en honor de Stevie Wonder, en septiembre de 2005, meses antes de ingresar al hospital y después de haber sido diagnosticado con cáncer a principios de ese año. En dicho programa interpretó You Are the Sunshine of My Life e It Was A Very Good Year como tributo a Frank Sinatra.

## Premios y distinciones
En la noche del 29 de septiembre de 1977, Rawls interpretó el himno nacional de los Estados Unidos antes de la pelea por el título de peso completo entre Earnie Shavers y Muhammad Ali en el Madison Square Garden. Fue invitado a cantar el himno muchas veces durante los siguientes 28 años. Su actuación final fue en su ciudad natal de Chicago cuando le pidieron que cantara el himno nacional antes del segundo juego de béisbol la Serie Mundial entre los Chicago White Sox y los Houston Astros en el Guaranteed Rate Field, antes llamado U.S. Cellular Field.
En 1982, Rawls recibió una estrella en el Paseo de la Fama de Hollywood. El 19 de enero de 1985, cantó Wind Beneath My Wings en la 50.ª Gala Inaugural Presidencial estadounidense televisada a nivel nacional el día antes de la segunda inauguración de la presidencia de Ronald Reagan.

## Legado
Guion Bluford, el primer astronauta negro, llevó el álbum de Rawls When the Nights Comes (Epic, 1983) al espacio consigo. Dicho álbum contiene la canción Wind Beneath My Wings. En 1989, interpretó la voz del segmento "The Music and Heroes of America" en la miniserie animada de televisión This Is America, Charlie Brown.
En enero de 2004, Rawls fue honrado por la United Negro College Fund por su más de 25 años de trabajo de caridad con la organización. En lugar de ser anfitrión y presentarse como solía hacerlo, Rawls recibió el asiento de honor y fue celebrado por sus colegas, incluidos Stevie Wonder, The O'Jays, Gerald Levert y Ashanti.
En 2009, Pathway Entertainment anunció su intención de producir una película biográfica sobre la vida de Lou Rawls, titulada tentativamente Love Is a Hurtin' Thing: The Lou Rawls Story con el hijo de Rawls, Lou Rawls Jr., escribiendo el guion e Isaiah Washington interpretando a Rawls.

## Discografía

### Álbumes de estudio
- 1962  Stormy Monday, con Les McCann (Blue Note)
- 1962  Black and Blue (Capitol)
- 1963  Tobacco Road (Capitol)
- 1964  For You My Love (Capitol)
- 1965  Lou Rawls and Strings (Capitol)
- 1965  Nobody But Lou (Capitol)
- 1966  Live! (Capitol)
- 1966  The Soul-Stirring Gospel Sounds of the Pilgrim Travelers (Capitol)
- 1966  Soulin' (Capitol)
- 1966  Carryin' On (Capitol)
- 1967  Too Much! (Capitol)
- 1967  That's Lou (Capitol)
- 1967  Merry Christmas Ho! Ho! Ho! (Capitol)
- 1968  Feelin' Good (Capitol)
- 1968  Central Park Music Festival, con Ramsey Lewis y Maxine Brown (Music Images)
- 1968  You're Good for Me (Capitol)
- 1969  The Way It Was: The Way It Is (Capitol)
- 1969  Your Good Thing (Capitol)
- 1969  Close-Up (Capitol)
- 1970  You've Made Me So Very Happy (Capitol)
- 1970  Bring It On Home (Capitol)
- 1971  Down Here on the Ground/I'd Rather Drink Muddy Water (Capitol)
- 1971  Natural Man (MGM)
- 1972  A Man of Value (MGM)
- 1972  Silk & Soul (MGM)
- 1973  The Soul of Nigger Charley, con Don Costa (MGM)
- 1973  Live at the Century Plaza (Rebound)
- 1974  She's Gone (Bell)
- 1974  Lou Rawls with Host Sam Riddle (Sounds Like the Navy)
- 1976  All Things in Time (Philadelphia International)
- 1976  Naturally (Polydor)
- 1977  Unmistakably Lou (Philadelphia International)
- 1977  When You Hear Lou, You've Heard It All (Philadelphia International)
- 1978  Lou Rawls Live (Philadelphia International)
- 1979  Let Me Be Good to You (Philadelphia International)
- 1979  In Concert: Recorded with the Edmonton Symphony Orchestra [live] (Dep Entertainment)
- 1980  Sit Down and Talk to Me (Philadelphia International)
- 1981  Shades of Blue (Philadelphia International)
- 1982  Now Is the Time (Epic)
- 1983  When the Night Comes (Epic)
- 1984  Close Company (Epic)
- 1984  Trying as Hard as I Can (Allegiance)
- 1985  Holiday Cheer, con Lena Horne (Capitol)
- 1986  Love All Your Blues Away (Epic)
- 1988  Family Reunion (Gamble-Huff)
- 1989  At Last (Blue Note)
- 1990  It's Supposed to Be Fun (Blue Note)
- 1992  Portrait of the Blues (Capitol)
- 1993  Christmas Is the Time (Manhattan)
- 1995  Holiday Cheer (Cema Special Markets)
- 1995  Merry Little Christmas (EMI Special Products)
- 1998  Unforgettable (Going For)
- 1998  Seasons 4 U (Rawls & Brokaw)
- 1999  A Legendary Night Before Christmas (Platinum Disc)
- 2000  Swingin' Christmas (EMI-Capitol Special Markets)
- 2001  I'm Blesseseek  (Malaco)
- 2001  Christmas Will Be Christmas (Capitol)
- 2002  Oh Happy Day (601)
- 2003  Rawls Sings Sinatra (Savoy Jazz)
- 2003  Trying as Hard as I Can (Allegiance)

### Sencillos en el Billboard Top 50 hit
La siguiente es una lista de los sencillos de Rawls que llegaron al top 50 del Billboard Hot 100. Su primera entrada al top 100 fue con la canción "Three O'Clock in the Morning" en 1965, y la última fue "Wind Beneath My Wings" en 1983. Además de esas dos canciones, nueve sencillos llegaron a posiciones por debajo del top 50 en la lista Hot 100, mientras que otros sencillos entraron en las distintas listas del Adult Contemporary.
- "Love Is a Hurtin' Thing" - 1966, n.º 13 (también n.º 1 R&B)
- "Dead End Street" - 1967, n.º 29
- "Show Business" - 1967, n.º 45
- "Your Good Thing (Is About to End)" - 1969, n.º 18 (vendió más de un millón de copias y ganó el disco de oro)[2]
- "A Natural Man" - 1971, n.º 17
- "You'll Never Find Another Love Like Mine" - 1976, n.º 2 (también n.º 1 R&B y n.º 1 Easy Listening); ganó el disco de oro por haber vendido más de un millón de copias.
- "Lady Love" - 1978, n.º 24

### Sencillos
| Año  | Sencillo                                            | Máxima posición alcanzada | Máxima posición alcanzada | Máxima posición alcanzada | Máxima posición alcanzada |
| Año  | Sencillo                                            | US Pop                    | US R&B                    | US AC                     | UK                        |
| ---- | --------------------------------------------------- | ------------------------- | ------------------------- | ------------------------- | ------------------------- |
| 1965 | "Three O'Clock in the Morning"                      | 83                        | -                         | 27                        | -                         |
| 1966 | "The Shadow of Your Smile"                          | -                         | 33                        | -                         | -                         |
| 1966 | "Love Is a Hurtin' Thing"                           | 13                        | 1                         | -                         | -                         |
| 1966 | "You Can Bring Me All Your Heartaches"              | 55                        | 35                        | -                         | -                         |
| 1967 | "Trouble Down Here Below"                           | 92                        | -                         | -                         | -                         |
| 1967 | "Dead End Street"                                   | 29                        | 3                         | -                         | -                         |
| 1967 | "Show Business"                                     | 45                        | 25                        | -                         | -                         |
| 1967 | "Little Drummer Boy"                                | -                         | -                         | -                         | -                         |
| 1968 | "Down Here on the Ground"                           | 69                        | -                         | -                         | -                         |
| 1969 | "Your Good Thing (Is About to End)"                 | 18                        | 3                         | 35                        | -                         |
| 1969 | "I Can't Make It Alone"                             | 63                        | 33                        | -                         | -                         |
| 1970 | "You've Made Me So Very Happy"                      | 95                        | 32                        | 31                        | -                         |
| 1970 | "Bring It On Home"                                  | 96                        | 45                        | -                         | -                         |
| 1971 | "A Natural Man"                                     | 17                        | 17                        | 14                        | -                         |
| 1972 | "His Song Shall Be Sung"                            | -                         | 44                        | -                         | -                         |
| 1972 | "Walk On In"                                        | -                         | -                         | 34                        | -                         |
| 1974 | "She's Gone"                                        | -                         | 81                        | -                         | -                         |
| 1976 | "You'll Never Find Another Love Like Mine"          | 2                         | 1                         | 1                         | 10                        |
| 1976 | "Groovy People" / "This Song Will Last Forever"     | 64 -                      | 19 74                     | 19                        | -                         |
| 1977 | "See You When I Get There"                          | 66                        | 8                         | -                         | -                         |
| 1978 | "Lady Love"                                         | 24                        | 21                        | 5                         | -                         |
| 1978 | "One Life to Live"                                  | -                         | 32                        | 10                        | -                         |
| 1978 | "There Will Be Love"                                | -                         | 76                        | 33                        | -                         |
| 1979 | "Let Me Be Good to You"                             | -                         | 11                        | -                         | -                         |
| 1979 | "Sit Down and Talk to Me"                           | -                         | 26                        | -                         | -                         |
| 1980 | "You're My Blessing"                                | 77                        | -                         | -                         | -                         |
| 1980 | "Ain't That Loving You (For More Reasons Than One)" | -                         | 57                        | -                         | -                         |
| 1980 | "I Go Crazy"                                        | -                         | 37                        | -                         | -                         |
| 1982 | "Will You Kiss Me One More Time"                    | -                         | 54                        | -                         | -                         |
| 1983 | "Wind Beneath My Wings"                             | 65                        | 60                        | 10                        | -                         |
| 1984 | "All Time Lover"                                    | -                         | 67                        | -                         | -                         |
| 1985 | "Learn to Love Again"                               | -                         | 71                        | -                         | -                         |
| 1986 | "Stop Me From Starting This Feeling"                | -                         | -                         | -                         | 80                        |
| 1987 | "I Wish You Belonged to Me"                         | -                         | 28                        | -                         | -                         |

## Filmografía
- 1972 Mannix, episodio: "Lifeline", como Vance Logan
- 1996 Leaving Las Vegas, como Conductor de taxi preocupado
- 2000 Jazz Channel Presents Lou Rawls
- 2001 The Proud Family, episodio: "The Party"
- 2003 In Concert (BMG/Image)
- 2005 Prime Concerts: In Concert with Edmonton Symphony (Amalgamated)
- 2006 The Lou Rawls Show: With Duke Ellington & Freda Payne
- 2007 Live in Concert: North Sea Jazz. 1992-1995 (E-M-S)